# Lycksele
Lycksele és una localitat de Suècia i la seu del seu municipi, situada al Comtat de Västerbotten, ocupa una superfície de 8,58 km² i té 8.597 habitants (2005).

## Història
Lycksele és l'assentament permanent més antic del poble Sami a la Lapònia sueca. S'hi va construir la primera escola sami, Skytteanska skolan, el 1634.
Lycksele va ser el primer lloc de la Lapònia sueca en ser declarada ciutat l'any 1946 malgrat no arribar al mínim estadístic suec de ciutat que ha de superar els 10.000 habitants per raons històriques es considera una ciutat de Suècia.
Carl Linné hi arribà en la seva expedició científica a Lapònia.

## Clima
Lycksele té un clima subàrtic amb estius curts i frescos i llargs i nivosos hiverns. El corrent del Golf suavitza el seu clima en comparació amb altres llocs del món de la mateixa latitud. La temperatura mitjana de gener és de -12 °C i la de juliol 14,5 °C, la temperatura mitjana anual és d'1 °C. La pluviometria anual és de 434 litres amb el màxim de pluja el juliol i agost.